# Giuseppe Borsato

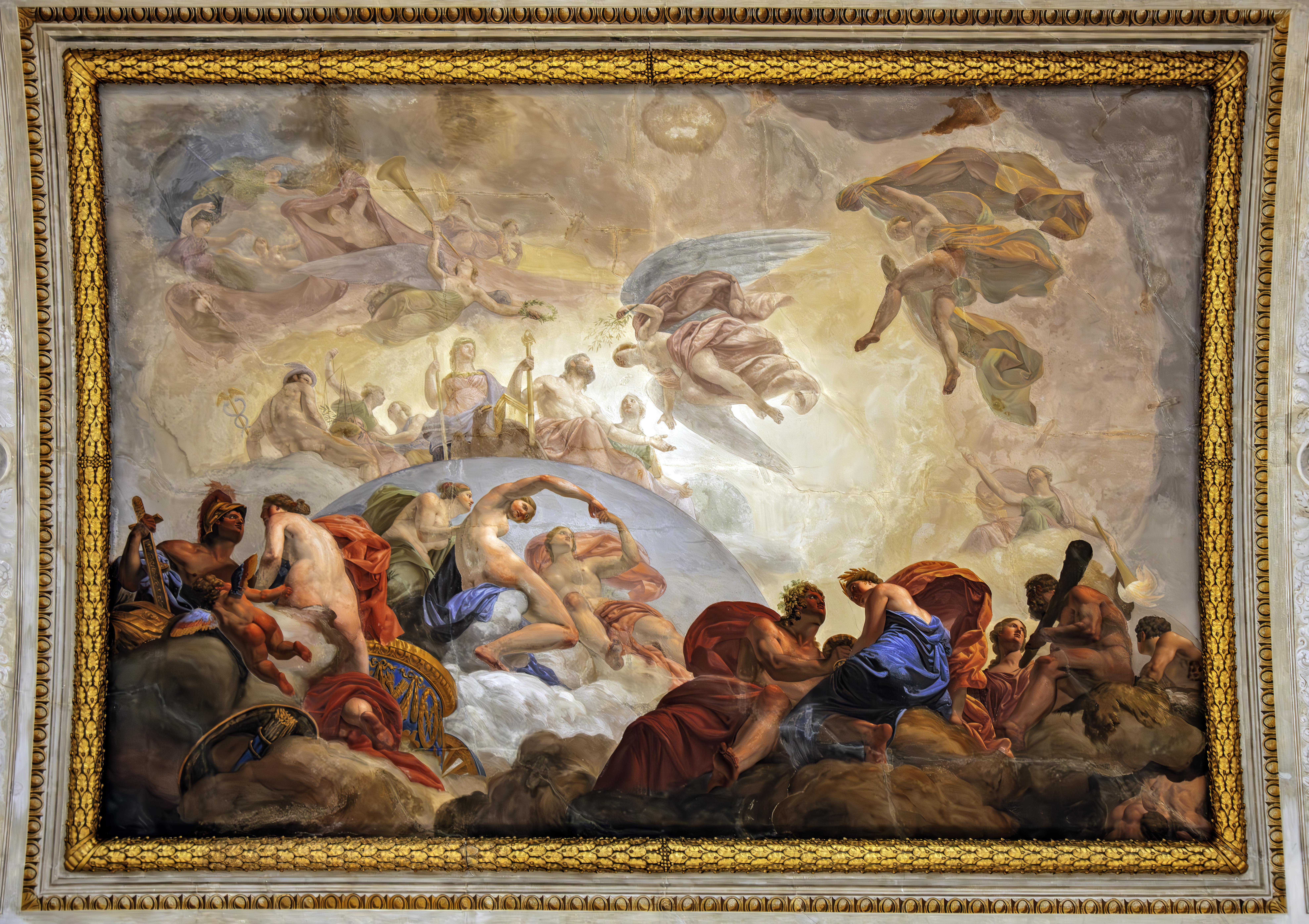
Soffitto della Sala da Ballo del Palazzo Reale (Museo Correr) Venezia

Giuseppe Borsato (Toppo, 14 febbraio 1770 – Venezia, 15 ottobre 1849) è stato un pittore italiano.

## Biografia
Figlio di Marco, pasticcere originario di Monigo, in giovane età si trasferì con la famiglia a Venezia, dove nell'anno 1791-92 risulta iscritto al corso di Prospettiva tenuto da Agostino Mengozzi-Colonna (e poi da David Rossi) all'Accademia di belle arti di Venezia.
Il suo stile pittorico, sulla falsariga di Vincenzo Chilone (1758-1839), è stato parzialmente influenzato dal Canaletto per le decorazioni degli interni dei luoghi di culto, anche se le sue pennellate sono frenate da un certo accademismo.
Tra i suoi lavori più interessanti si annoverano soggetti d'interno, tra i quali, l'Interno di San Marco a Venezia, l'Interno della Chiesa dei Frari come pittore di architetture e le vedute del Ponte di Rialto e del Cortile del Palazzo Ducale come vedutista. 
Lavorò soprattutto a Treviso, dove esordì con la decorazione per il teatro Onigo (1805) e proseguì con il palazzo reale e la villa di Stra.
Nei primi anni del XIX secolo si mise in evidenza con le decorazioni per le celebrazioni dell'arrivo del principe Eugenio di Beauharnais e di Napoleone Bonaparte.
Di pregevole fattura risultò il Trasporto dell'Arca Santa, realizzato nel 1806 sul parapetto della chiesa veneziana di San Maurizio.
Nel 1807 Borsato partecipò come decoratore alla ristrutturazione della sala del Teatro La Fenice, con opere caratterizzate da elementi neoclassici e accademici.
Nel 1816 contribuì alle celebrazioni per il ricevimento dell'imperatore Francesco II d'Asburgo-Lorena e poco dopo fu attivo al palazzo Albrizzi. 
Il suo lungo e paziente lavoro come vedutista venne utilizzata per il disegno delle tavole, riprodotte da Zuliani nella celeberrima Guida per la città di Venezia pubblicata da Moschini nel 1817.
Nel 1819 operò a Padova per il Teatro Nuovo e cinque anni dopo per quello di Udine; inoltre disegnò il monumento commemorativo ad Antonio Canova per l'Accademia di Venezia.
Le sue qualità accademiche furono attestate con la pubblicazione avvenuta, nel 1831, da parte dell'Accademia delle Belle Arti di Venezia del suo libro intitolato Opera Ornamentale estratto dalle sue lezioni svolte in quel istituto.
Nel 1843 realizzò i dipinti la Visita degli Imperiali d'Austria alla sala Canoviana di palazzo Treves e l'Interno della chiesa dei santi Giovanni e Paolo (Museo Correr).
Tre anni dopo ultimò la Visita del doge alla Scuola di san Rocco (Museo Correr).
Durante la sua carriera Borsato si occupò anche di disegni di mobili e oggetti, quali vasi, sedie, tavoli, lampadari, cornici, alcuni dei quali sono conservati all'Accademia di Belle Arti di Venezia.
Borsato è morto a Venezia il 15 ottobre 1849.